# Pollap
Pollap är en ö i Mikronesiska federationen.   Den ligger i kommunen Pollap Municipality och delstaten Chuuk, i den västra delen av landet, 1 000 km väster om huvudstaden Palikir. Arean är 1,0 kvadratkilometer.
Terrängen på Pollap är mycket platt. Öns högsta punkt är 13 meter över havet.